# 39 Leonis Minoris
39 Leonis Minoris är en vit stjärna i Lilla lejonets stjärnbild.
39 Leonis Minoris har visuell magnitud +7,10 och kräver fältkikare för att kunna observeras. Den befinner sig på ett avstånd av ungefär 500 ljusår.